# Check Yes Juliet
«Check Yes Juliet» es el segundo sencillo lanzado por We The Kings de su epónimo álbum debut. 
La canción apareció como el "Sencillo Gratuito de la Semana" en iTunes el 4 de febrero de 2008. También fue utilizada en The Hills y Psych. Apareció durante la programación de Track and Field World Championships.
Actualmente, la canción es su mayor éxito en las listas de Billboard, encontrándose en el puesto #70 en el Billboard Hot 100. La banda también produjo un vídeo musical para la canción.
El vídeo muestra a Travis (cantante principal) como Romeo, arrojando piedras a la ventana de Julieta. Los padres de Julieta no aprueban su relación con Travis "Romeo" y por consiguiente, le ordenan a Julieta alejarse de él. El vídeo termina con Julieta escapándose para ver a Travis preformar en una fiesta.
La canción es utilizada en el juego Lego Rock Band.
La canción también fue usada en la barbacoa de celebridades de Bob Saget en Comedy Central.
Julieta es protagonizada por Addison Timlin.

## Lista de canciones
CD sencillo Promocional
1. "Check Yes Juliet" - 3:39

## Listas
| Lista (2008)           | Posición Más Alta |
| ---------------------- | ----------------- |
| U.S. Billboard Hot 100 | 70                |
| U.S. Billboard Pop 100 | 26                |